# Luxgen M7
Luxgen M7, раніше Luxgen7 MPV — це 7-місцевий тайванський автомобіль, що випускається Luxgen з 2009 року.

## Огляд
Автомобіль був розроблений у науково-дослідному центрі Yulon, HAITEC. Він був офіційно показаний публіці 19 серпня 2009 року, а в салонах з’явився 19 вересня 2009 року. Автомобіль оснащений 2,2-літровим двигуном I-4 MEFI з турбонаддувом, розробленим компанією Tuned Delphi . Платформа походить від Renault Espace. Турбокомпресор поставляється компанією Garrett і забезпечує потужність двигуна до 175 к.с. при 5200 об/хв і 270 Н⋅м крутного моменту від 2500 до 4000 об/хв. 5-ступінчаста ручна коробка передач поставляється Aisin. Ціна починається від 798 000 NT$ до 1 068 000 NT$. ABS, EBD, BAS і багатоцільова система Think+ (дещо відрізняється залежно від комплектації) є стандартним обладнанням. Цільовим конкурентом є BYD Song Max. У 2014 році Luxgen7 MPV отримав рестайлінг і назву змінили на Luxgen M7, щоб відповідати новій темі найменування Luxgen.
Система Luxgen Think+ з голосовим керуванням (розроблена спільно з HTC) поєднує в собі бортовий комп’ютер Windows CE з електронною системою контролю стійкості та забезпечує підключення до мобільного Інтернету 3,5G, GPS-навігацію , а також інформацію про подорожі, магазини та дорожній рух. 
У 2014 році було проведено оновлений передній бампер, темні головні ліхтарі з DRL і новий набір світлодіодних задніх ліхтарів. Назву було змінено з Luxgen7 MPV на Luxgen M7 turbo Eco hyper, а двигун також було оновлено оновленим 2,2-літровим I4 з турбонаддувом із покращеною потужністю 202 к.с. і 290 Н⋅м. крутний момент від 2400 до 4000 об/хв. Ефективність палива також була покращена до 13,57 км/л (EPA) і 11,8 км/л (ЄС).
У вересні 2021 року компанія Luxgen підтвердила, що з кінця цього року буде припинено виробництво мінівена M7, який працює тільки на ДВС, через низькі продажі та впровадження стандартів автомобільних викидів Фази 6 Управління з охорони навколишнього середовища , оскільки його двигун не можна модифікувати далі для залишатися у відповідності з новими стандартами автомобільних викидів. Це означає, що Luxgen M7 буде доступний лише з повністю електричною силовою установкою як єдиною силовою установкою для M7. 

## EV+
Luxgen також представила перший у світі електричний MPV, електромобіль Luxgen7 MPV, який спільно розробила AC Propulsion. Максимальна швидкість становить 145 км/год, а запас ходу на електротязі — 350 кілометрів при 40 км/год.  Хоча більша частина екстер’єру була заснована на звичайному MPV Luxgen7, EV+ отримав інший дизайн переднього бампера та решітки радіатора, а також прозорі задні ліхтарі злегка тонованого синього кольору.

## CEO
Luxgen 7 CEO — це представницький лімузин, побудований на платформі MPV. Більшість частин кузова автомобіля залишилися незмінними, а зовні CEO отримав інший дизайн решітки радіатора. Має два «першокласних» задніх сидіння з масажем, нахилом спинки та підставкою для ніг. Перегородка з моторизованими панелями розділяє пасажирський і водійський салони. Скляне вікно можна матувати одним клацанням перемикача разом із непрозорою панеллю, яка підвищує конфіденційність.

## V7
Luxgen V7 — це фургон від Luxgen, обладнаний для інвалідних візків на базі M7. Він випущений у 2016 році та оснащений розширеною та нижньою дверима багажника та піднятим дахом.